# 元妙观 (莆田)
25°26′17″N 119°00′48″E / 25.43806°N 119.01333°E
元妙观位于中国福建省莆田市荔城区梅园东路，其三清殿是中国南方罕见的宋代木结构建筑，于1996年被列为第四批全国重点文物保护单位。
元妙观始建于唐贞观二年（628年），北宋大中祥符八年（1015年）重建，原称天庆观、玄妙观，清康熙时避讳改为现名。
观坐北朝南，现存山门和三清殿均为宋代所建，其旁还有清代建造的东岳殿、五帝庙、西岳殿、五显庙和文昌三代祠等。三清殿面阔七间，进深六间，重檐歇山顶，使用20根石柱承托抬梁式木构架。柱头略有卷杀，柱础为覆盆莲花式。柱头铺作为七铺作双杪双下昂重栱偷心造，补间铺作前后檐各一朵。两柱间施阑额，不用普拍枋。当心间脊榑题记有“唐贞观敕建，在宋大中祥符八年重修，明崇祯十三年岁次庚辰募缘修建”字样。三清殿东侧还有宋徽宗御书《神霄玉清万寿宫碑》等碑刻。

## 图片
- 山门
- 山门梁架
- 三清殿
- 三清殿当心间
- 三清殿东侧面
- 三清殿东侧面